# Кузьмин, Иван Сергеевич
Иван Сергеевич Кузьмин (январь 1894—1960 гг.) — председатель Братского волревкома (1919—1920 гг.), первый секретарь Братского волкома РКП(б) с февраля 1921 по октябрь 1923 гг., советский и хозяйственный работник.

## Биография
Родился в семье крестьянина-бедняка в 1894 году в с. Куклеиха Калужской губернии, окончил сельскую 4-летнюю приходскую школу. С 12 лет работает на ткацкой фабрике в Москве. В 1912 году за неимением работы был уволен. Оставаясь долгое время без работы, он наконец поступил на склад минерального топлива весовщиком где работал до 1915 года до мобилизации в царскую армию. 
После установления Советской власти и создания Красной Армии в июле 1918 года добровольно вступил в Московский летучий красногвардейский отряд. В бою в деревне Ореховка под Сызранью  Кузьмин был взят в плен,
сидел в тюрьмах Сызрани и Самары, в «эшелоне смерти» был доставлен в Александровский централ. В мае 1919 года вступил в отряд особого назначения и вместе с солдатами роты капитана Мамаева добрался до деревень Среднего Приангарья. После убийства офицеров и перехода солдат в партизанский отряд, сражался в отряде Д. Е. Зверева у Илимска, Усть-Кута и других мест..
В декабре 1919 года стал председателем Братского волревкома, который до созыва волостного съезда Советов управлял волостью, в апреле 1920 году Кузьмин вступает в РКП(б) и избирается секретарем партячейки. В феврале 1921 года был избран секретарем Братского волкома РКП(б), где работал до октября 1923 года.
В октябре 1923 года Тулунским укомом РКП(б) из Братска он отзывается и назначается инструктором, а вскоре заведующим учетным отделом укома РКП(б). В феврале 1927 года Кузьмин избирается председателем окружного профсоюза работников просвещения, одно время он состоял членом краевого союза работников просвещения и участвовал в работе Всесоюзного съезда работников просвещения в г. Москве.
После реорганизации Тулунского округа Кузьмин продолжает работать зав. орготделом Тулунского райкома партии, председателем райкома союза совторгслужащих и секретарем парткома совхоза. Из Тулуна И.В. Кузьмин был переведен в Иркутский сельский райком партии заведующим отделом. 
Впоследствии, до ухода на пенсию в 1955 году, он работал на многих хозяйственных должностях. Скончался в Иркутске 15 сентября 1960 года.